# Bapska
Bapska – wieś w Chorwacji, w żupanii vukowarsko-srijemskiej, w mieście Ilok. W 2011 roku liczyła 928 mieszkańców.
Leży na terenie Sremu i Fruškiej gory, 13 km na południowy zachód od Iloku, niedaleko granicy z Serbią. Miejscowa gospodarka opiera się na rolnictwie. We wsi znajduje się kościół pw. św. Marii, pierwotnie zbudowany w stylu romańskim, rozbudowany w gotyku i baroku.